# Казе де Бортоли (Тревизо)
Казе де Бортоли је насеље у Италији у округу Тревизо, региону Венето.
Према процени из 2011. у насељу је живело 45 становника. Насеље се налази на надморској висини од 68 м.